# Yacine Elghorri
Yacine Elghorri (Parigi, 1974) è un fumettista e disegnatore francese.

## Biografia
Dopo il diploma in letteratura entra nella rinomata “Ecole de l'Image Gobelins” per apprendere l'arte dell'animazione, lì ottiene la specializzazione nel 1994.
È autore di fumetti, disegnatore, illustratore e storyboard-artist di film, pubblicità e serie animate come TitanAE, Futurama, The Replicant e Seven Up.
Ha lavorato negli studios della Dreamworks e Twientieth Century Fox a Los Angeles dove ha vissuto per qualche anno e dove ha collaborato come disegnatore per la rivista statunitense Heavy Metal. Tra le sue esperienze lavorative anche una collaborazione con Marvel Comics.
Il suo stile realista, che ben si adatta alla fantascienza barocca, è molto influenzato della tecnica della rivista Metal Hurlant e trae ispirazione da autori come Moebius e Katsuhiro Ōtomo.
Yacine Elghorri ha sempre avuto una passione molto spiccata per il disegno. Sin da piccolo si interessa a tutto quello che riguardava quest'ambito: dai fumetti ai film d'animazione, passando per l'illustrazione e le caricature. Passa la maggior parte del suo tempo a disegnare e sperimenta nuove tecniche che lo portano a seguire dei corsi di arte plastica al liceo dove ottiene il diploma in letteratura. In seguito passa con successo l'esame d'ingresso alla prestigiosa scuola d'animazione GOBELINS di Parigi. Crea dei personaggi per fumetti e lavora per le serie Flash Gordon, Arsène Lupin e Lucky Luke. A 22 anni, stanco della mancanza di progetti all'altezza delle sue ambizioni decide di partire per gli Stati Uniti. Si trasferisce a Los Angeles e comincia a collaborare con le grandi case di produzione hollywoodiane; in particolare sulle serie Titan AE e Futurama con Matt Groening. Oltre alle serie animate, Yacine si dedica a disegnare due storie per la rivista cult Heavy Metal. La sua passione per i fumetti è diventata ora un lavoro a tempo pieno. Crea regolarmente degli album che spaziano dal genere fantasy alla fantascienza.

## Pubblicazioni
- Kameha magazine, illustrazioni (Glénat) 1996
- The Pill, Heavy metal, 1999
- 'War, Heavy Metal, 1999
- Gunman, con Gabriel Delmas (sceneggiatura), éditions Carabas, 2006
- Bestial, éditions Carabas, 2007
- Factory (tomi 1 – 3), éditions Carabas, 2007
- Medina (tomo 1) con Jean Dufaux (sceneggiatura), éditions Le Lombard, 2010

## Film e TV
- Evolution
- Spiders 2: Breeding Ground
- The swan Princess 3
- Futurama
- Titan AE
- Les 4 Fantastiques
- Valerian & Laureline
- Lucky Luke